# Kristin Scott Thomas
Kristin Scott Thomas, DBE (født 24. maj 1960) er en engelsk skuespiller, der i de senere år har fået et stort internationalt gennembrud med roller i film som Fire bryllupper og en begravelse, Den engelske patient og Gosford Park.
På grund af sit flydende fransk, har hun også opnået succes i den fransktalende verden.

## Biografi
Kristin Scott Thomas blev født i Cornwall. Hendes far døde i 1964 i en flyulykke, og hendes stedfar døde seks år senere på tilsvarende måde. Som ung var hun aupairpige i Paris, hvor hun senere studerede på teaterskole. Hun blev gift med den franske læge, François Oliviennes, som hun har tre børn med. Parret er nu separeret, men Scott Thomas bor fortsat i Frankrig og betragter sig som mere fransk end engelsk.
Filmmæssigt er det blevet til roller i såvel franske som engelske film. Desuden har hun med sit flydende franske kunnet lave eftersynkroniseringen til fransk af sine egne engelske roller.
Efter nogle tv-roller filmdebuterede Kristin Scott Thomas i Princes Under the Cherry Moon fra 1986. Senere fulgte film som Bitter måne af Roman Polanski, Fire bryllupper og en begravelse og ikke mindst med en hovedrolle i Anthony Minghellas Den engelske patient fra 1996, som hun fik en nominering til Oscar for bedste kvindelige hovedrolle for.
Hun var dermed en etableret stjerne, som har fået en række forskelligartede roller siden.

## Udmærkelser
I 2003 blev hun tildelt en OBE, for sit virke som skuespiller og indsats for kulturelle relationer mellem Storbritannien og Frankrig, og i 2005 blev hun tildelt den franske Æreslegion.[kilde mangler] I 2015 blev hun tildelt en DBE.

## Udvalgt filmografi
- Under the Cherry Moon (1986)
- Bitter måne (1992)
- Fire bryllupper og en begravelse (1994)
- Den engelske patient (1996)
- Mission: Impossible (1996)
- Hestehviskeren (1998)
- Hvem dræber hvem? (1998)
- Tilfældige hjerter (1999)
- Up at the Villa (2000)
- Gosford Park (2001)
- Life as a House (2001)
- Svigermor(d) (2005)
- Arsène Lupin (2004)
- Man to Man (2005)
- La Doublure (2006)
- Confessions of a Shopaholic (2009)
- Lykken er lunefuld (2009)
- Elle s'appelait Sarah (2010)
- Selv i de bedste hjem (2012)
- Only God Forgives (2013)
- Min lejlighed i Paris (2014)
- Darkest Hour (2017)
- The party (2017)
- Tomb Raider (2018)
- Sangklubben (2019)